# Provincia (España)
La provincia es una demarcación administrativa española reconocida en la Constitución española y cuyo origen se remonta a la división territorial de España del año 1833. En la actualidad consta de un total de 50 provincias que, junto con las ciudades autónomas de Ceuta y Melilla y las 4 plazas de soberanía en el norte de África, comprenden la totalidad del territorio español.
Cada provincia está dividida en un número variable de municipios. Su gobierno y administración está atribuido constitucionalmente a las diputaciones provinciales, corporaciones de carácter representativo que tienen como base las corporaciones municipales. Se excluyen de esta organización administrativa las siguientes provincias: 
- Las provincias correspondientes a las comunidades autónomas uniprovinciales de Principado de Asturias, Cantabria, Región de Murcia, Comunidad Foral de Navarra, La Rioja y Comunidad de Madrid, cuyo gobierno compete directamente a la propia comunidad autónoma.
- Las provincias de Las Palmas y Santa Cruz de Tenerife, de la comunidad autónoma de Canarias, cuyo gobierno y administración, en los aspectos que no corresponden la comunidad autónoma, es llevado a cabo por los cabildos insulares.
- La provincia de Islas Baleares, cuyo gobierno y administración, en los aspectos que no corresponden a la comunidad autónoma, es llevado a cabo por los consejos insulares.
- Las tres provincias del País Vasco, que el Estatuto de Autonomía del País Vasco denomina «territorios históricos»,[3] y en las que la administración y el gobierno de cada una ellas corresponde a la propia diputación foral, cuya presidencia es nombrada por la Juntas Generales del correspondiente «territorio histórico», elegidas mediante sufragio universal por los vecinos de dicho «territorio histórico».

## Historia

### División provincial de 1833
La división provincial actual fue ideada en 1833 por Javier de Burgos sobre los límites de los antiguos reinos hispánicos, basándose en los ideales igualitarios y centralizadores del Nuevo Régimen surgido de la Revolución francesa. Se estableció oficialmente como división provincial y regional de España mediante Real Decreto de 30 de noviembre. Esta división sigue básicamente vigente, salvo pequeños reajustes territoriales mayoritariamente ocurridos en los años inmediatamente posteriores y con la salvedad del decreto-ley promulgado por el directorio de Miguel Primo de Rivera el 21 de septiembre de 1927 por el que se dividen las Canarias en las dos provincias actuales.
El número de provincias aumentó cuando se reconoció como tales a los territorios que integraban la antigua África Occidental Española. En 1958 se unieron los territorios de Río de Oro y Saguia el Hamra, creándose la provincia del Sáhara Español, hoy Sáhara Occidental. La capital de la provincia era El Aaiún y ostentaba la matrícula automovilística SH. La administración de la provincia fue compartida con los países vecinos de Marruecos y Mauritania en 1975 por el acuerdo tripartito de Madrid pero no la soberanía, la cual —según el derecho internacional— seguiría aún en manos de España. También fue provincia española otro territorio del África Occidental Española, el de Santa Cruz de la Mar Pequeña luego denominado Ifni, capital Sidi Ifni, ocupado por España en 1934, y al que se concedió el estatus de provincia en 1958, entregándose al país vecino de Marruecos en 1969. Y también fueron dos provincias ultramarinas desde 1959 la antigua región de Guinea Española. Por un lado, la isla de Fernando Poo (actual Bioko), capital Santa Isabel (actual Malabo), y por otro la provincia de Río Muni, en la zona continental, capital Bata, de la que también dependían las pequeñas islas de Elobey, Annobón y Corisco. En 1963 ambas provincias se aglutinaron en el Régimen Autónomo de la Guinea Ecuatorial, con su propio Estatuto de Autogobierno (Ley de autonomía de La Guinea Ecuatorial de 1963), accediendo a la independencia en 1968 como República de Guinea Ecuatorial.

### Las provincias en el actual marco constitucional

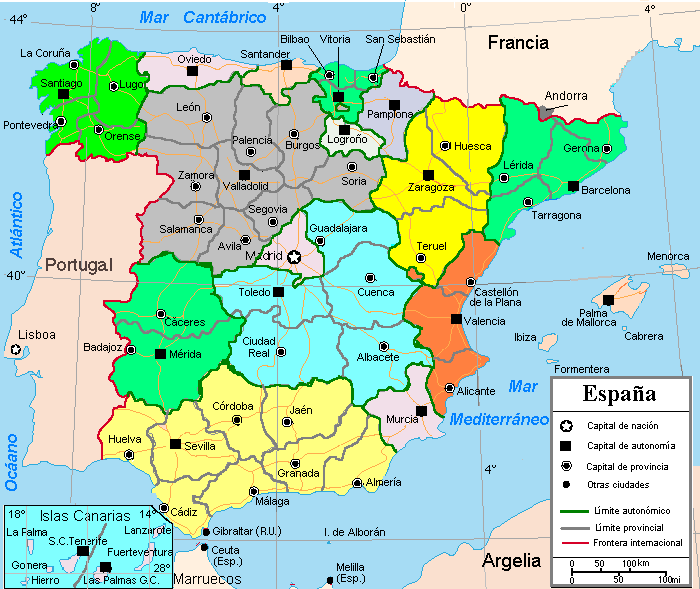
Capitales, provincias y comunidades autónomas españolas

La vigente Constitución española recoge la división provincial del Estado, y por tanto el documento que las crea, al establecer que este «se organiza territorialmente en municipios, en provincias y en las Comunidades Autónomas que se constituyan. Todas estas entidades gozan de autonomía para la gestión de sus respectivos intereses» (artículo 137).
Asimismo, el artículo 141.1 de la Constitución española define la provincia como la «entidad local con personalidad jurídica propia, determinada por la agrupación de municipios y división territorial para el cumplimiento de las actividades del Estado». De paso permite la «alteración» del actual mapa provincial «mediante ley orgánica».
La Constitución también utiliza a las provincias como base para el establecimiento de las comunidades autónomas. Por ejemplo, el artículo 143 establece que «las provincias limítrofes con características históricas, culturales y económicas comunes, los territorios insulares y las provincias con entidad regional histórica podrán acceder a su autogobierno y constituirse en Comunidades Autónomas». De este modo, en España existen comunidades autónomas pluriprovinciales (es decir, que comprenden varias provincias) y uniprovinciales (es decir, que comprenden una sola provincia).
Asimismo, la provincia es tomada como circunscripción a efectos de las elecciones generales al Congreso de los Diputados y el Senado, salvo en el caso de las provincias insulares, en las que cada isla o agrupación de ellas constituye una circunscripción a efectos de elección, correspondiendo elegir tres senadores a cada una de las islas mayores (Gran Canaria, Mallorca y Tenerife) y uno a cada una de las restantes islas (Ibiza-Formentera, Menorca, Fuerteventura, La Gomera, El Hierro, Lanzarote y La Palma). Las poblaciones de Ceuta y Melilla eligen cada una de ellas dos senadores.

## Organización administrativa
Con carácter ordinario, el gobierno y la administración autónoma de cada provincia corresponden a su diputación provincial.
Sin embargo, existen diversos regímenes distintos del ordinario:
- Las comunidades autónomas uniprovinciales asumen las competencias, medios y recursos que corresponden en el régimen ordinario a las diputaciones provinciales.
- Las comunidades autónomas insulares (Islas Canarias e Islas Baleares) gozan de cabildos o consejos insulares.
- En el País Vasco, las diputaciones forales de los territorios históricos (es decir, las entidades en las que, a su vez, se divide territorialmente la comunidad autónoma del País Vasco) asumen las competencias de las diputaciones provinciales, así como las demás que les corresponde como órganos forales en virtud del Estatuto de Autonomía del País Vasco.

### Aspectos estadísticos
Desde 2003 y para fines estadísticos, basadas en las normativas europeas y fijadas por la Eurostat, se encuentran las unidades NUTS en vigor en la Unión Europea. Las 50 provincias españolas y las dos ciudades autónomas (Ceuta y Melilla) se encuentran clasificadas en los niveles NUTS-3.

## Denominación y lista de las provincias
De acuerdo con el Real Decreto de 30 de noviembre de 1833 (que estableció la división provincial), «las provincias tomarán el nombre de sus capitales respectivas, salvo las de Álava, Navarra, Guipúzcoa y Vizcaya, que conservan sus actuales denominaciones». No obstante, el propio Decreto de 1833, establece que Palma es la capital de las Islas Baleares, por lo que esta provincia no tomó el nombre de su capital, al igual que las Islas Canarias, inicialmente constituida como una única provincia, tampoco tomó el nombre de su capital, Santa Cruz de Tenerife.
El Real Decreto legislativo 781/1986, de 18 de abril, por el que se aprueba el texto refundido de las disposiciones legales vigentes en materia de régimen local, dispone en el artículo 25.2 que «solo mediante ley aprobada por las Cortes Generales puede modificarse la denominación y capitalidad de las provincias».
Sobre la base de lo anterior, las Cortes Generales han aprobado mediante la correspondiente ley la modificación de la denominación de  hasta 13 provincias españolas:
- La Rioja: la Ley 57/1980 modificó la denominación oficial de la provincia de Logroño por la tradicional de provincia de La Rioja.
- Cantabria: la disposición final única del Estatuto de Autonomía de Cantabria (Ley Orgánica 8/1981) modifica la denominación de la provincia de Santander por la de provincia de Cantabria.
- Asturias: la Ley 1/1983 modificó la denominación oficial de la provincia de Oviedo por la tradicional de provincia de Asturias.
- Gerona y Lérida: la Ley 2/1992 modificó la denominación oficial de las provincias de Gerona y Lérida por la de Girona y Lleida (nombres en catalán de las mismas).
- Baleares: la Ley 13/1997 modificó la denominación oficial de la provincia de las Islas Baleares por la de Illes Balears (nombre en catalán de la provincia).
- La Coruña y Orense: la Ley 2/1998 modificó la denominación oficial de las provincias de La Coruña y Orense por la de A Coruña y Ourense (nombre en gallego de las mismas).
- Alicante, Castellón y Valencia: la Ley 25/1999 declaró cooficiales tanto dichas denominaciones en castellano, como las de Alacant, Castelló y València en valenciano, de acuerdo con el Estatuto de Autonomía de la Comunidad Valenciana (Ley Orgánica 5/1982).
- Álava, Guipúzcoa y Vizcaya: la Ley 19/2011 modificó la denominación oficial de las provincias de Álava, Guipúzcoa y Vizcaya por la de Araba/Álava, Gipuzkoa y Bizkaia (nombre en euskera —bilingüe en el caso de Álava— de dichas provincias).

### Tabla de provincias
En la siguiente tabla se listan las 50 provincias españolas, su capital, sus respectivos municipios y la comunidad autónoma a la que pertenecen:
| Provincia              | Nombre oficial         | Capital                    | Municipios                                           | Comunidad autónoma     |
| ---------------------- | ---------------------- | -------------------------- | ---------------------------------------------------- | ---------------------- |
| Álava                  | Araba/Álava            | Vitoria                    | Municipios de la provincia de Álava                  | País Vasco             |
| Albacete               | Albacete               | Albacete                   | Municipios de la provincia de Albacete               | Castilla-La Mancha     |
| Alicante               | Alicante/Alacant       | Alicante                   | Municipios de la provincia de Alicante               | Comunidad Valenciana   |
| Almería                | Almería                | Almería                    | Municipios de la provincia de Almería                | Andalucía              |
| Asturias               | Asturias/Asturies      | Oviedo                     | Municipios de la provincia de Asturias               | Principado de Asturias |
| Ávila                  | Ávila                  | Ávila                      | Municipios de la provincia de Ávila                  | Castilla y León        |
| Badajoz                | Badajoz                | Badajoz                    | Municipios de la provincia de Badajoz                | Extremadura            |
| Barcelona              | Barcelona              | Barcelona                  | Municipios de la provincia de Barcelona              | Cataluña               |
| Burgos                 | Burgos                 | Burgos                     | Municipios de la provincia de Burgos                 | Castilla y León        |
| Cáceres                | Cáceres                | Cáceres                    | Municipios de la provincia de Cáceres                | Extremadura            |
| Cádiz                  | Cádiz                  | Cádiz                      | Municipios de la provincia de Cádiz                  | Andalucía              |
| Cantabria              | Cantabria              | Santander                  | Municipios de la provincia de Cantabria              | Cantabria              |
| Castellón              | Castellón/Castelló     | Castellón                  | Municipios de la provincia de Castellón              | Comunidad Valenciana   |
| Ciudad Real            | Ciudad Real            | Ciudad Real                | Municipios de la provincia de Ciudad Real            | Castilla-La Mancha     |
| Córdoba                | Córdoba                | Córdoba                    | Municipios de la provincia de Córdoba                | Andalucía              |
| La Coruña              | A Coruña               | La Coruña                  | Municipios de la provincia de La Coruña              | Galicia                |
| Cuenca                 | Cuenca                 | Cuenca                     | Municipios de la provincia de Cuenca                 | Castilla-La Mancha     |
| Gerona                 | Girona                 | Gerona                     | Municipios de la provincia de Gerona                 | Cataluña               |
| Granada                | Granada                | Granada                    | Municipios de la provincia de Granada                | Andalucía              |
| Guadalajara            | Guadalajara            | Guadalajara                | Municipios de la provincia de Guadalajara            | Castilla-La Mancha     |
| Guipúzcoa              | Gipuzkoa               | San Sebastián              | Municipios de la provincia de Guipúzcoa              | País Vasco             |
| Huelva                 | Huelva                 | Huelva                     | Municipios de la provincia de Huelva                 | Andalucía              |
| Huesca                 | Huesca                 | Huesca                     | Municipios de la provincia de Huesca                 | Aragón                 |
| Baleares               | Illes Balears          | Palma de Mallorca          | Municipios de la provincia de Islas Baleares         | Islas Baleares         |
| Jaén                   | Jaén                   | Jaén                       | Municipios de la provincia de Jaén                   | Andalucía              |
| León                   | León                   | León                       | Municipios de la provincia de León                   | Castilla y León        |
| Lérida                 | Lleida                 | Lérida                     | Municipios de la provincia de Lérida                 | Cataluña               |
| Lugo                   | Lugo                   | Lugo                       | Municipios de la provincia de Lugo                   | Galicia                |
| Madrid                 | Madrid                 | Madrid                     | Municipios de la provincia de Madrid                 | Comunidad de Madrid    |
| Málaga                 | Málaga                 | Málaga                     | Municipios de la provincia de Málaga                 | Andalucía              |
| Murcia                 | Murcia                 | Murcia                     | Municipios de la provincia de Murcia                 | Región de Murcia       |
| Navarra                | Navarra                | Pamplona                   | Municipios de la provincia de Navarra                | Navarra                |
| Orense                 | Ourense                | Orense                     | Municipios de la provincia de Orense                 | Galicia                |
| Palencia               | Palencia               | Palencia                   | Municipios de la provincia de Palencia               | Castilla y León        |
| Las Palmas             | Las Palmas             | Las Palmas de Gran Canaria | Municipios de la provincia de Las Palmas             | Canarias               |
| Pontevedra             | Pontevedra             | Pontevedra                 | Municipios de la provincia de Pontevedra             | Galicia                |
| La Rioja               | La Rioja               | Logroño                    | Municipios de la provincia de La Rioja               | La Rioja               |
| Salamanca              | Salamanca              | Salamanca                  | Municipios de la provincia de Salamanca              | Castilla y León        |
| Segovia                | Segovia                | Segovia                    | Municipios de la provincia de Segovia                | Castilla y León        |
| Sevilla                | Sevilla                | Sevilla                    | Municipios de la provincia de Sevilla                | Andalucía              |
| Soria                  | Soria                  | Soria                      | Municipios de la provincia de Soria                  | Castilla y León        |
| Tarragona              | Tarragona              | Tarragona                  | Municipios de la provincia de Tarragona              | Cataluña               |
| Santa Cruz de Tenerife | Santa Cruz de Tenerife | Santa Cruz de Tenerife     | Municipios de la provincia de Santa Cruz de Tenerife | Canarias               |
| Teruel                 | Teruel                 | Teruel                     | Municipios de la provincia de Teruel                 | Aragón                 |
| Toledo                 | Toledo                 | Toledo                     | Municipios de la provincia de Toledo                 | Castilla-La Mancha     |
| Valencia               | València               | Valencia                   | Municipios de la provincia de Valencia               | Comunidad Valenciana   |
| Valladolid             | Valladolid             | Valladolid                 | Municipios de la provincia de Valladolid             | Castilla y León        |
| Vizcaya                | Bizkaia                | Bilbao                     | Municipios de la provincia de Vizcaya                | País Vasco             |
| Zamora                 | Zamora                 | Zamora                     | Municipios de la provincia de Zamora                 | Castilla y León        |
| Zaragoza               | Zaragoza               | Zaragoza                   | Municipios de la provincia de Zaragoza               | Aragón                 |

Las ciudades de Ceuta y Melilla no están integradas en la organización provincial, sino constituidas en ciudades autónomas, con arreglo a sus propios estatutos de autonomía.

## Demografía

Densidades de población de las provincias españolas en el año 1857
Densidades de población de las provincias españolas en el año 2007
Crecimiento demográfico de las provincias españolas durante el siglo XX
Crecimiento demográfico de las provincias españolas entre 1981 y 2005

## Antiguas provincias españolas
- España peninsular
  - Provincia de Betanzos
  - Provincia del Bierzo
  - Provincia de Calatayud
  - Provincia de Cartagena
  - Provincia de Chinchilla
  - Provincia de Játiva
  - Provincia de La Mancha
  - Provincia de Mondoñedo
  - Provincia de Sanlúcar de Barrameda
  - Provincia de Santiago de Compostela
  - Provincia de Toro
  - Provincia de Trujillo
  - Provincia de Tuy
- Provincias españolas en África:
  - Provincia del Sahara
  - Provincia de Canarias
  - Provincia de Ifni
  - Provincia del Golfo de Guinea, desglosada en: 
    - Provincia de Fernando Poo
    - Provincia de Río Muni
- Provincias españolas en América